# Maxim Konakbajewitsch Schumabekow
Maxim Konakbajewitsch Schumabekow (russisch Максим Конакбаевич Жумабеков; * 23. Juni 1999 in Qostanai, Kasachstan) ist ein russischer Fußballspieler.

## Karriere
Schumabekow begann seine Karriere beim FK Witjas Podolsk. Im März 2017 wechselte er zu Arsenal Tula. Zur Saison 2017/18 wechselte er in die Akademie Master-Saturn Jegorjewsk. Zur Saison 2018/19 schloss er sich dem Zweitligisten FK Chimki an, bei dem er zunächst für die Reserve spielte. Für diese kam er in seiner ersten Saison zu 14 Einsätzen in der Perwenstwo PFL. Im April 2019 stand er zudem erstmals im Profikader Chimkis. In der COVID-bedingt abgebrochenen Drittligasaison 2019/20 absolvierte er für Chimki-2 17 Partien, für die Profis kam er erneut nicht zum Einsatz. Mit Chimki stieg er nach Saisonende in die Premjer-Liga auf.
Im September 2020 debütierte der Außenverteidiger im Pokal für die Profis des Erstligisten. Zudem kam er in der Saison 2020/21 zu 23 Drittligaeinsätzen für die Reserve. Im Dezember 2021 gab Schumabekow schließlich gegen Achmat Grosny auch sein Debüt in der Premjer-Liga. Bis Saisonende spielte er zweimal in der höchsten Spielklasse. Im Juli 2022 wurde er nach Belarus an den FK Wizebsk verliehen.